# João Dickson Carvalho
João Dickson Carvalho (né en 1952 à São Paulo au Brésil) est un joueur de football brésilien.

## Biographie
En 1977, il devient le premier joueur étranger à remporter le titre de meilleur buteur du championnat japonais. Il a inscrit un total de 77 buts dans la ligue (4e meilleur buteur de tous les temps de l'histoire du championnat).

## Palmarès
- Footballeur japonais de l'année - 1, 1977
- Meilleur buteur du championnat japonais - 2, 1977, 1978 (égalité avec Kunishige Kamamoto)
- Équipe type du championnat japonais - 5 (1977, 1978, 1979, 1980, 1981)